# Rosslyn Williams
Rosslyn Williams (ur. 9 maja 1943) – australijska lekkoatletka, dyskobolka i kulomiotka.
Podczas igrzysk Imperium Brytyjskiego i Wspólnoty Brytyjskiej w 1962 w Perth zdobyła srebrny medal w rzucie dyskiem (przegrywając jedynie z Valerie Young z Nowej Zelandii, a wyprzedzając swą koleżankę z reprezentacji Australii Mary McDonald), a w pchnięciu kulą zajęła 7. miejsce.
Trzykrotna medalistka mistrzostw Australii w rzucie dyskiem (w tym złoto w 1961/1962 oraz srebro w 1962/1963 i 1963/1964, a w 1063/1964 zdobyła także brązowy medal w pchnięciu kulą.
6 stycznia 1962 w Sydney ustanowiła wynikiem 50,63 rekord Australii w rzucie dyskiem, który przetrwał do 1967.